# Troféu HQ Mix de melhor publicação de tira
Publicação de tira é uma das categorias do Troféu HQ Mix, premiação brasileira dedicada aos quadrinhos que é realizada pela Associação dos Cartunistas do Brasil (ACB) e pelo Instituto do Memorial das Artes Gráficas do Brasil (IMAG) desde 1989.

## História
Desde sua criação, em 1989, o Troféu HQ Mix possui categorias de premiação para tiras cômicas. Em 2004, foi criada a categoria "Publicação de tiras" para premiar os álbuns e livros que trazem coletâneas de tiras originalmente publicadas em jornais ou na internet, embora também exista a possibilidade de se premiar material totalmente inédito.
O principal ganhador é Fernando Gonsales, que recebeu o prêmio sete vezes por diferentes volumes de coletâneas de tiras de seu personagem Níquel Náusea. Os únicos estrangeiros premiados foram Bill Watterson em 2008 e Liniers em 2012.

## Vencedores e indicados
| Ano  | Obra                                                                                 | Autor(es)                                                                            | Editora                                                                              | Outros indicados | Notas         |
| ---- | ------------------------------------------------------------------------------------ | ------------------------------------------------------------------------------------ | ------------------------------------------------------------------------------------ | --- | ------------- |
| 2004 | Níquel Náusea - nem tudo que balança cai                                             | Fernando Gonsales                                                                    | Devir                                                                                | | [ 1 ]         |
| 2005 | Níquel Náusea - vá pentear macacos                                                   | Fernando Gonsales                                                                    | Devir                                                                                | | [ 4 ]         |
| 2006 | Níquel Náusea - a perereca da vizinha                                                | Fernando Gonsales                                                                    | Devir                                                                                | - Maria – Espirituosa há 30 anos (Marca de Fantasia) - Hugo para principiantes, de Laerte Coutinho (Devir) - Pau para toda obra, de Gilmar (Devir) - Radicci - Zona Rural, de Iotti (L&PM) - Rango 35 anos, de Edgar Vasques (L&PM) - Rocky & Hudson, de Adão Iturrusgarai (Devir) | [ 5 ] [ 6 ]   |
| 2007 | Níquel Náusea - tédio no chiqueiro                                                   | Fernando Gonsales                                                                    | Devir                                                                                | - Cabeça Oca 6 (Independente) - Geraldão - Edipão, Surfistão & Gravidão (Pocket L&PM) - Ozzy 1 - Caramba! Mas Que Garoto Rabugento (Companhia das Letras) - Piratas do Tietê - A Escória em Quadrinhos (Pocket L&PM) - Radicci 6 (Pocket L&PM) - Tiras de Letra Todo Dia (Virgo) | [ 7 ] [ 8 ]   |
| 2008 | O mundo é mágico - Calvin e Haroldo                                                  | Bill Watterson                                                                       | Conrad                                                                               | - Animatiras, de Jean (Abril) - Benett Apavora!, de Benett (Independente) - Livro Negro, de André Dahmer (Desiderata) - Maakies, de Tony Millionaire (Zarabatana Books) - Mais Preto No Branco, de Allan Sieber (Desiderata) - Talvez Isso..., de Marcelo Campos (Casa 21) | [ 2 ] [ 9 ]   |
| 2009 | Níquel Náusea - em boca fechada não entra mosca                                      | Fernando Gonsales                                                                    | Devir                                                                                | - Candido Deodato (HGB Comunicações) - Macanudo #1 (Zarabatana) - Malvados (Desiderata) - Tiras Clássicas da Turma da Mônica (Panini) - Tiras de Letra - Até Debaixo D'água (Virgo) - Under World (Zarabatana) | [ 10 ] [ 11 ] |
| 2010 | Níquel Náusea - um tigre, dois tigres, três tigres                                   | Fernando Gonsales                                                                    | Devir                                                                                | - A Cabeça é a Ilha - André Dahmer (Desiderata) - Calvin e Haroldo - A Hora da Vingança - Bill Watterson (Conrad) - Macanudo - Liniers (Zarabatana) - Mutts - Os Vira-Latas - Patrick McDonnell (Devir) - O Caroço no Angu (Independente) - Vida Boa - Fábio Zimbres (Zarabatana) | [ 12 ] [ 13 ] |
| 2011 | Níquel Náusea - a vaca foi pro brejo                                                 | Fernando Gonsales                                                                    | Devir                                                                                | - As Cobras - Antologia Definitiva (Luís Fernando Verissimo - Editora Objetiva) - Barô Barata (Jarbas - Independente) - Hector e Afonso - Os Passarinhos (Estevão Ribeiro - Balão Editorial) - Macanudo 3 (Liniers - Zarabatana) - Os Sousa (Mauricio de Sousa - L&PM) - Tiras de Letras (vários autores - Virgo) | [ 14 ] [ 15 ] |
| 2012 | Macanudo 4                                                                           | Liniers                                                                              | Zarabatana                                                                           | - Agente Secreto X-9 (Devir) - Geraldão Espocando a Cilibina (Almedina) - Iscola... O Crime (Independente) - Ordinário (Quadrinhos na Cia.) - Rei Emir Saad - O Monstro De Zazanov (LeYa/Barba Negra) - Ultralafa (LeYa/Barba Negra) | [ 3 ] [ 16 ]  |
| 2013 | Valente para todas                                                                   | Vitor Cafaggi                                                                        | independente                                                                         | - As tiras clássicas do Pelezinho (Panini) - Calvin & Haroldo - vol. 10 - felino selvagem psicopata e homicida (Conrad) - Escola de Animais (Balão Editorial) - Macanudo 5 (Zarabatana) - Minha vida ridícula (Zarabatana) - Vida Besta (independente) | [ 17 ] [ 18 ] |
| 2014 | Valente por opção                                                                    | Vitor Cafaggi                                                                        | Panini                                                                               | - Amok (Mórula Editorial) - Calvin – Existem Tesouros em Todos os Lugares (Conrad) - Coelho Nero (Independente) - Macanudo 6 (Zarabatana) - Níquel Náusea: Siga Seus Extintos (Devir) - O Intestino Eloquente (Independente) | [ 19 ] [ 20 ] |
| 2015 | A Vida com Logan - para ler no sofá                                                  | Flavio Soares                                                                        | Jupati                                                                               | - Armandinho (Independente) - Calvin e Haroldo - As Tiras de Domingo 1985-1995 (Conrad) - Grump - Naqueles Tempos (Independente) - Macanudo 7 (Zarabatana) - Valente - Para o que der e vier (Panini) - Vida e Obra de Terêncio Horto (Quadrinhos na Cia) | [ 21 ] [ 22 ] |
| 2016 | Will Tirando                                                                         | Will Leite                                                                           | independente                                                                         | - A Vida com Logan – O mundo em nosso quarto – MARSUPIAL/JUPATI - Amely, uma mulher de verdade: 10 anos – Contenido Publish - Armandinho N° 4, 5 – Arte & Letras - Brummmmm – Itismailaifi – INDEPENDENTE - Edibar – HQM Editora - Hans Grotz – Mais opiniões descartáveis – INDEPENDENTE - Macanudo 8 – ZARABATANA - Nada Com Coisa Alguma – Quadrinhofilia - Navio Dragão – INDEPENDENTE | [ 23 ] [ 24 ] |
| 2017 | Quadrinhos dos Anos 10                                                               | André Dahmer                                                                         | Quadrinhos na Cia                                                                    | - AS FILOSOFIAS DE RECREIO DE PAULO E WES (INDEPENDENTE) - BALEIA 3 (INDEPENDENTE) - GRUMP – UM DIA EU CHEGO LÁ! (SESI-SP EDITORA) - OSSOSTORTOS (SESI-SP EDITORA) - QUADRINHOS INSONES (EDITORA MINO) - RABISCOS ACOLÁ – CARTUNS, TIRINHAS E OUTRAS COISAS (INDEPENDENTE) - SAI DE MIM, MIMIMI! (SESI-SP EDITORA) - SIC – SIM, EU POSSO VER… EU ACHO (SESI-SP EDITORA) - VIVA INTENSAMENTE (INDEPENDENTE) | [ 25 ] [ 26 ] |
| 2018 | Linha do Trem - The Best Of                                                          | Raphael Salimena                                                                     | Draco                                                                                | - Anésia - As histórias mais sem graça do mundo: O título já diz tudo - As traumáticas aventuras do filho do Freud – Por que tudo é sexual? - Coelho Nero: Reclame Aqui - Corenstein – O que eu tô fazendo com a minha vida?! - Jovem Adulto - Razão vs Emoção - Rindo, mas não deveria - Ryotiras – Um pouco de cada | [ 27 ] [ 28 ] |
| 2019 | Will Tirando nº2                                                                     | Will Leite                                                                           | independente                                                                         | - (Nem) Todo Problema Tem Solução - Devaneios: A estrada até aqui - Laura e Dino - Mar Menino - Maternidade Sincera - Messias e Messias - Sofia e Otto - Tê rex: spoilerfobia - Tiras não! Vol.3 | [ 29 ] [ 30 ] |
| 2020 | Batatinha Fantasma: Amor em Quadrinhos Carol Borges e Filipe Remedios / independente | Batatinha Fantasma: Amor em Quadrinhos Carol Borges e Filipe Remedios / independente | Batatinha Fantasma: Amor em Quadrinhos Carol Borges e Filipe Remedios / independente | - A Vida e Outras Ansiedades (Rafaela Villela / independente) - Corenstein: Como Faz Para Parar? (Cora Ottoni / independente) - Malu: Pequena, Comum e Extraordinária (José Aguiar / Quadrinhofilia) - Memes São a Salvação (Cecília Ramos / independente) - Navio Dragão (Rebeca Prado / Bast!) - Os Mundos de Liz (Daniel Brandão / Noir) - Razão Vs Emoção (Guilherme Bandeira / Meu Bolso) - Téo & o Mini Mundo: O Livro (Caetano Cury / RPHQ) - Vida Besta (Galvão Bertazzi / Pé-de-Cabra)                                                                | [ 31 ] [ 32 ] |
| 2021 | O Indispensável de Calvin e Haroldo Bill Watterson / Conrad Editora                  | O Indispensável de Calvin e Haroldo Bill Watterson / Conrad Editora                  | O Indispensável de Calvin e Haroldo Bill Watterson / Conrad Editora                  | - 25 Páginas (Caio Zero / independente) - Aconteceu Comigo: Histórias de Mulheres Reais em Quadrinhos (Laura Athayde / Balão) - Como Lidar Com Seus Fantasmas (Lark / Arte & Letra) - Fibrilação (Samuel de Gois) - Isolamento (Helô D'Angelo / independente) - Maxwell, o gato mágico (Alan Moore / Pipoca & Nanquim) - Os Anos de Ouro de Mickey: 1947-1948 (Vários autores / Panini Comics) - Sky Masters da Força Espacial (Jack Kirby e Wallace Wood / Pipoca & Nanquim) - Téo & o Mini Mundo: O Lugar do Outro (Caetano Cury / independente)             | [ 33 ] [ 34 ] |
| 2022 | Manual do Minotauro Laerte Coutinho / Quadrinhos na Cia.                             | Manual do Minotauro Laerte Coutinho / Quadrinhos na Cia.                             | Manual do Minotauro Laerte Coutinho / Quadrinhos na Cia.                             | - Anésia & Dolores (Will Leite / independente) - Cantinho do Caiô (Caio Oliveira / Quinta Capa) - Capirotinho: Quarentenado (Guilherme Infante / independente) - Como Sobrevivi à Covid-19 e Seus Amigos (Guabiras / Draco) - Confinada (Leandro Assis e Triscila Oliveira / Todavia) - Horácio Completo nº 1 (Mauricio de Sousa / Panini Comics) - Na Mira da Lena: Barcos (Luciano Freitas / independente) - Sem Palavras: Reflexões em Tirinhas (Ademar Vieira / Black Eye Estúdio) - Tê Rex: Zapzombie (Marcel Ibaldo e Marcelli Ibaldo / AVEC)            | [ 35 ] [ 36 ] |
| 2023 | Linha do Trem: É o Que Tem Pra Hoje Raphael Salimena / Draco                         | Linha do Trem: É o Que Tem Pra Hoje Raphael Salimena / Draco                         | Linha do Trem: É o Que Tem Pra Hoje Raphael Salimena / Draco                         | - Caio Oliveira: Ônibus (Caio Oliveira / Skript) - Fábrica Faglianostra: Edição de Colecionador (Humberto Pereira e Marcello Monteiro / Jubarte) - Isolamento - 2ª Edição (Helô D'Angelo / IndieVisivel) - Mar Minha Gente (Paulo Moreira / independente) - Música Triste Volume 1 (Luísa Lacombe / independente) - Ônibus (Paul Kirchner / Risco) - Série de tiras Novo Anormal (Carol Ito e Pietro Soldi / Revistas Trip e TPM) - Téo & o Mini Mundo: Quentinho no Coração (Caetano Cury / independente) - Vida Besta: Fim do Mundo (Galvão Bertazzi / Mino) | [ 37 ] [ 38 ] |